# ميرزا مهدي الآشتياني
ميرزا مهدي الأشتياني (1888 - 23 أبريل/نيسان 1953)، رجل حكيم، صوفي، أديب، كان أستاذًا كبيرًا في المدرسة الفلسفية بطهران، إيران.

## الولادة والأسرة
وُلد ميرزا مهدي الأشتياني عام 1888 في طهران. كان والده ميرزا جعفر من أقارب الحاج ميرزا محمد حسن أشتياني الشهير بالميرزا الصغير، أحد كبار رجال العلم في مدينة طهران.

## التعليم
أمضى ميرزا مهدي الأشتياني طُفولتهُ ومراهقتهُ في طهران. وبعد أن اجتاز الدورات التمهيدية شارك في دورات كبار المعلمين. تمكن من قراءة القرآن كاملاً عندما كان عمره خمس سنوات.
تعلّم الرّياضيّات على يد علماء مثل الشيخ عبد الحسين سيبويه، وميرزا غفاريان نجم الدولة، وميرزا جهانبخش منجم بروجردي، وآقا الشيخ محمد حسين الطباطبائي.

## أساتذتهُ
كان للميرزا مهدي العديد من المعلمين والأساتذة الكبار، وفيما يلي بعض منهم:
- ميرزا أبو الحسن جليفة
- ميرزا حسن كرمنشاهي
- ميرزا شهاب نيريزي
- آغا أمير الشيرازي
- ميرزا هاشم اشكفاري
- آية الله محمد كاظم الخراساني
- آية الله محمد كاظم اليزدي
- آية الله السيد محمد فيروز آبادي
- آقا ضياء العراقي
- آية الله السيد أبو الحسن الموسوي الأصفهاني
- محمد حسين النائيني

## حياتهُ المهنية
قامَ بالتدريس في أماكن مختلفة مثل مدرسة مارفي ومدرسة سباهسالار ومدرسة ميرزا محمد خان قزويني. ويقول السيد جلال الدين أشتياني: درّس كتاب الشفاء لابن سينا اثنتي عشرة مرة، ومرتين كتاب تمهيد القواعد، ومرات كتاب الأصفر للملا صدر الدين الشيرازي.

## أعمالهُ
للميرزا مهدي أشتياني العديد من الكتب والمؤلفات في مواضيع مختلفة خاصة في مجال الحكمة والتصوف، بعض منهم:
- أساس التوحيد (أساس التوحيد)
- ملاحظات على كتاب قصائد الحكمة
- ملاحظات على الأصفر باللغة العربية
- ملاحظات على الشفاء ( كتاب الشفاء )
- ملاحظات على فصوص الحكم لابن عربي
- ملاحظات على كتاب كفاية (معرفة الأصول)
- ملاحظات على مكاسب [5]

## وفاتهُ
تُوفّي ميرزا مهدي أشتياني في 23 أبريل 1953، ودُفن جثمانه في العتبة الفاطمية في قم بإيران